# Wadena (Saskatchewan)
Wadena è un comune del Canada, situato nella provincia del Saskatchewan, nella divisione No. 10.